# Dansa
|  | Per a altres significats, vegeu «Dansa (desambiguació)». |

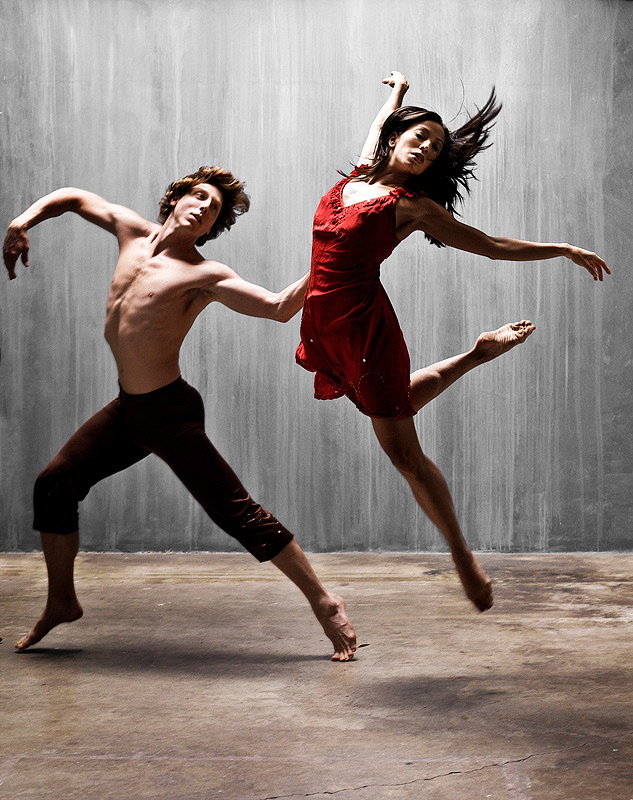
Dos ballarins fent dansa contemporània

La dansa és un art consistent a expressar-se mitjançant desplaçaments i moviments del cos. Es fa servir bé com a forma d'expressió, bé com a interacció social, o bé pot estar present en actes espirituals o en altres tipus d'actuacions artístiques. L'ésser humà va aprendre a ballar abans que a parlar. Juntament amb el teatre i la música, la dansa és una de les tres arts escèniques que existeixen des de l'antiguitat.
Per a identificar què és dansa, cal tenir en compte factors socials, culturals, estètics o artístics, i varia des de la dansa tradicional més popular a la considerada més sofisticada i culta, com per exemple el ballet. La dansa pot ser participativa, social o representada per a una audiència, amb moviments que no comporten cap significat, com passa en la majoria dels balls europeus, o bé pot tenir moviments i gestos d'un sistema simbòlic de significats, com passa en les danses asiàtiques, mentre que les danses africanes sovint tenen una funcionalitat interpretativa de l'entorn. En qualsevol cas, les danses donen forma a idees, emocions o conten una història.

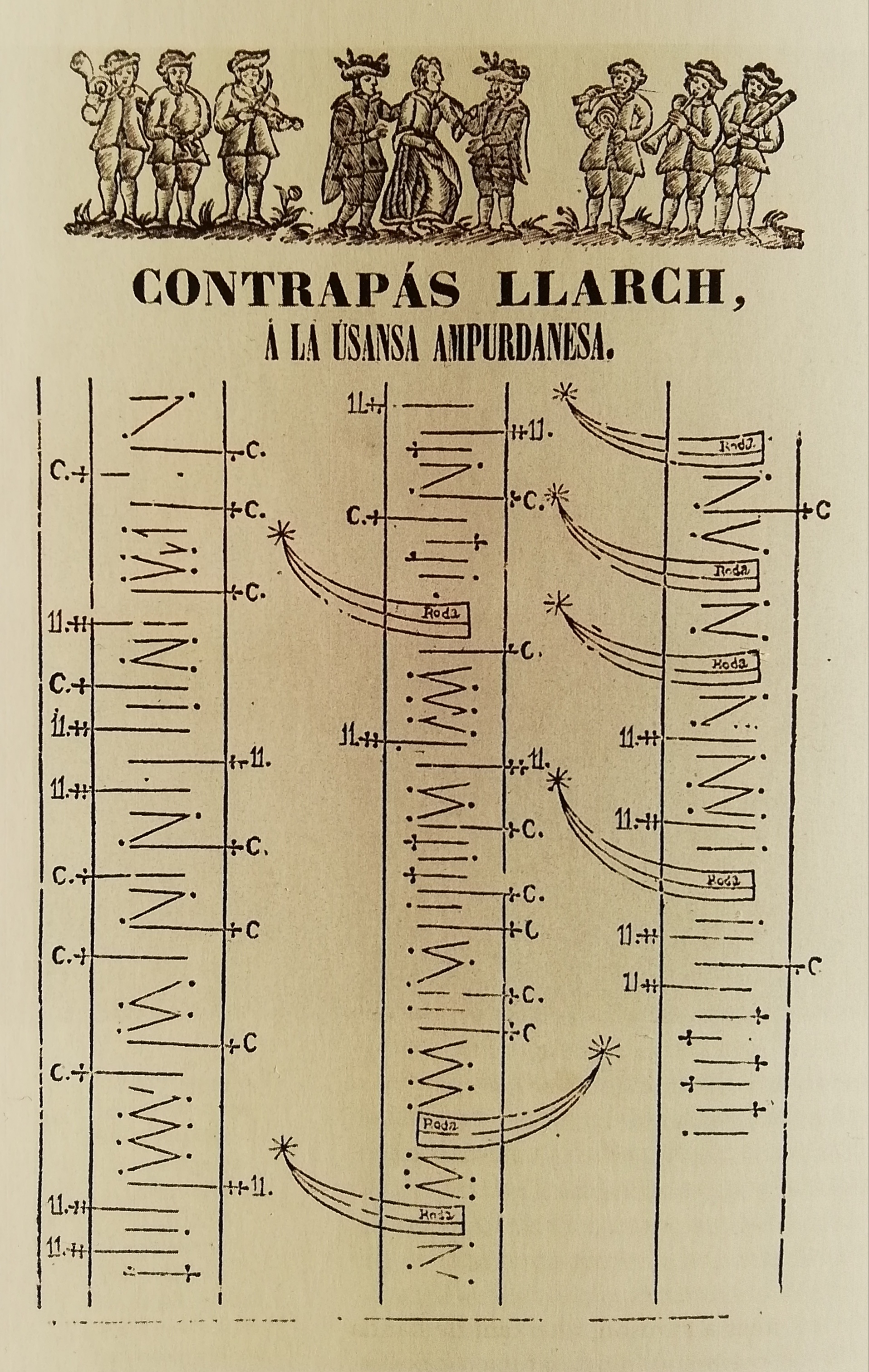
Esquema d'una dansa molt popular al segle XVIII

Les danses populars estan enllaçades amb les arrels històriques dels pobles, puix totes les societats humanes han desenvolupat alguna mena de dansa característica. Per exemple, en el folklore dels Països Catalans, hi ha danses com la sardana de Catalunya o el bolero, el copeo, la mateixa de Mallorca, la jota en moltes zones de la península Ibèrica. Altres danses són la dansa clàssica a Europa, la dansa del ventre a Àfrica i Orient, les danses gitanes de l'Índia fins a la península Ibèrica (flamenc, etc.), els diferents balls de saló (vals, tango, lindy-hop, etc.), la dansa espanyola, la dansa contemporània, les danses urbanes, etc.
Totes les danses, de tots els estils, al capdavall, tenen característiques comunes, com el moviment del cos i l'expressivitat, així com consideracions físiques humanes i universals. Cal recordar que la dansa és un llenguatge més antic que la llengua i una de les arts més antigues.

## Història

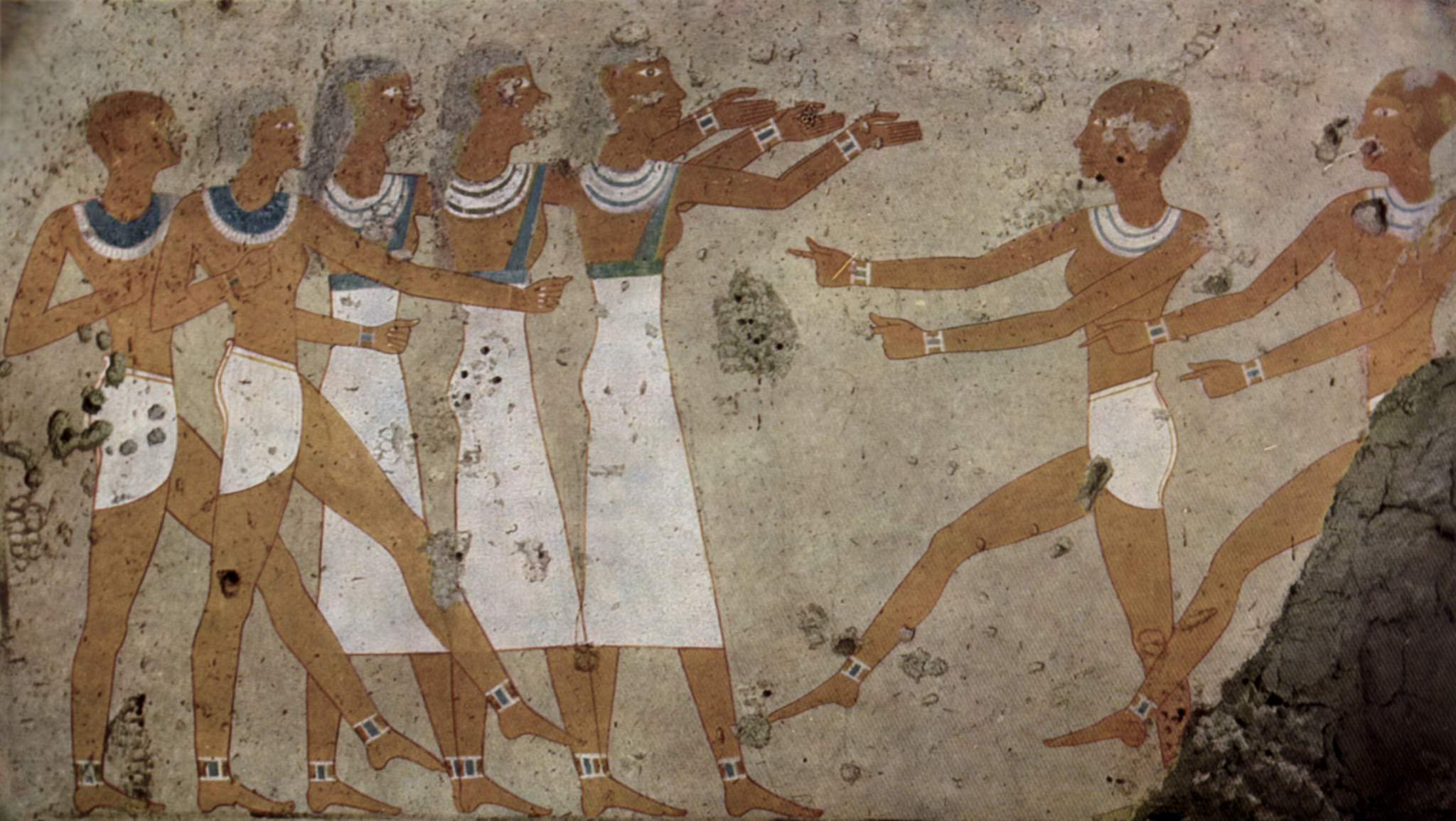
Dansa dos mil anys aC

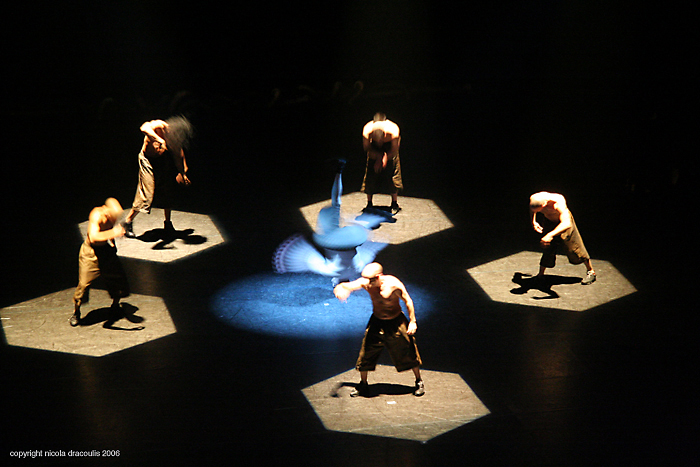
Representació d'una escena de dansa dos mil anys dC

L'origen de la dansa es pot fer arribar a l'antiguitat, quan es feien pantomimes i danses, i encara que no en queden testimonis escrits l'estudi dels pobles primitius contemporanis fa pensar que els humans més primitius devien acompanyar els seus rituals amb algun tipus de moviment rítmic que es podria considerar un ball o dansa, que podia ser de molt elemental a molt ric i sofisticat.
Al món occidental, va ser en l'antiga Grècia un dels primers llocs on la dansa, conjuntament amb la música i la poesia, va ser considerada un art anomenat mousiké, l'art de les muses. Hi havia una musa com a referència: Terpsícore. Els primers vestigis grecs provenen dels cultes a Dionís (ditirambes), mentre que va ser en les tragèdies gregues, principalment les d'Èsquil, on es va desenvolupar com a tècnica, amb els moviments rítmics del cor.
A Europa, a l'edat mitjana, es feien balls en ocasions importants, com per exemple el ballet de Déu. En general, però, estaven perseguits per l'Església, que els considerava un ritu pagà. A nivell eclesiàstic, l'únic vestigi eren les «danses de la mort», que tenien una finalitat moralitzadora. A les corts aristocràtiques, es van donar les «danses baixes», anomenades així perquè arrossegaven els peus, de les quals es té poca constància. Un dels primers testimonis a Europa de les danses baixes és el manuscrit de Cervera de 1496. Van ser més importants, però, les danses populars de tipus folklòric, com la cercavila i la faràndula, i famoses les «danses morisques», que van arribar fins a Anglaterra (Morris dances). Altres modalitats en van ser el carol, l'estampie, el branle, el saltarello i la tarantel·la.

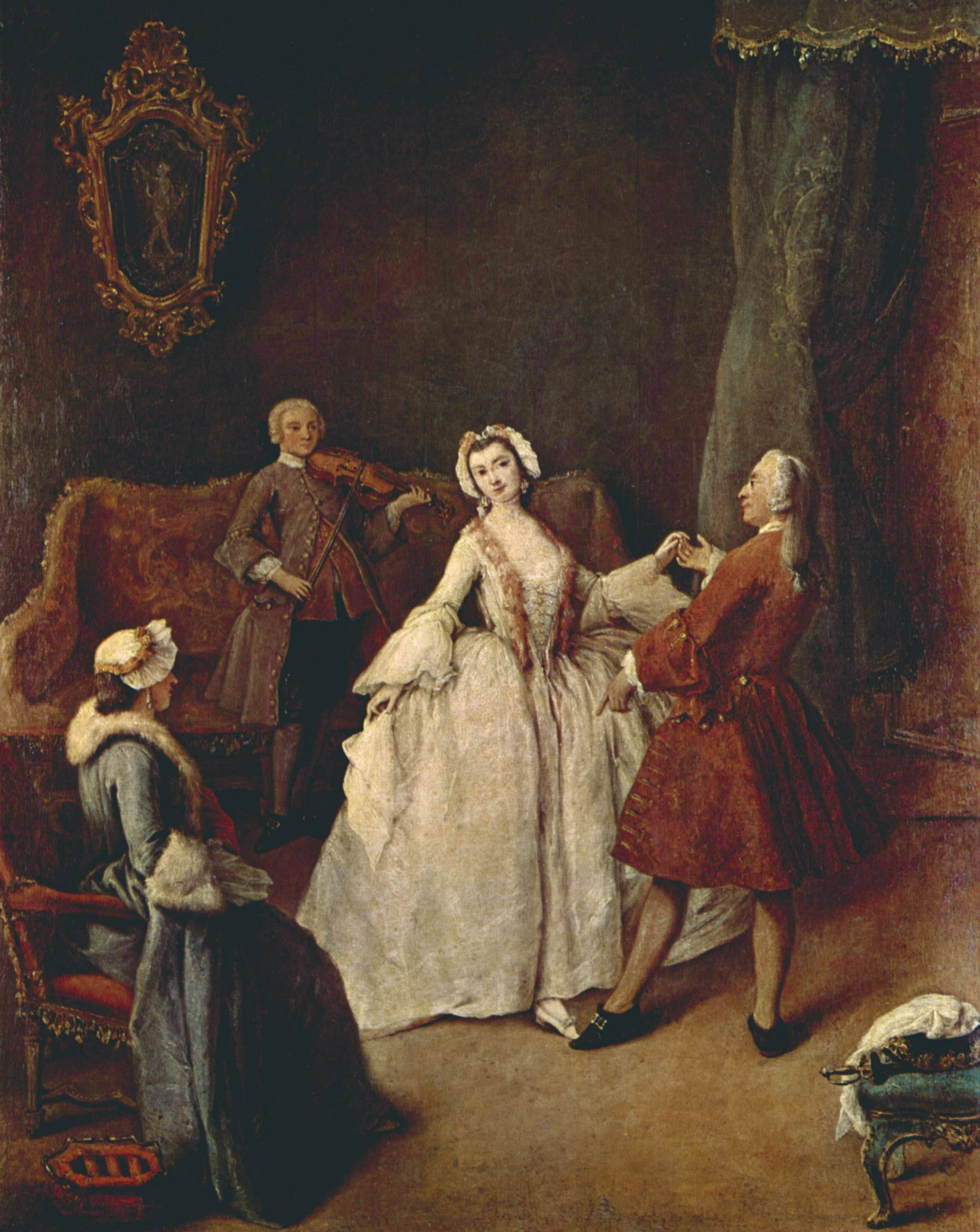
Classe de dansa (1741), de Pietro Longhi, Galleria dell'Accademia, Venècia

Al Renaixement europeu, la dansa va recuperar importància a les corts d'alguns països. A França, per exemple, ballaven la gallarda, la pavana i el tourdion. En aquesta època, es van escriure els primers tractats sobre dansa que avui es conserven, com el De arte saltandi et choreas ducendi de Domenico da Piacenza. A començaments del segle xviii, a Europa predominava una dansa professional de coreografia de tipus col·lectiu molt notable, va començar a desenvolupar-se la dansa clàssica a Europa. A França, a les corts es ballava la Belle Danse, incloent balls com el minuet, la bourrée, la polonaise, el rigaudon, allemande, courante, sarabanda, passepied, gigue, gavotte, etc. A Espanya, alguns balls que van aparèixer van ser la seguidilla, el zapateado, la chacona, el fandango, la jota, etc.
Al segle xix, va néixer el ballet imperial, amb el qual la dansa clàssica va viure el seu moment de màxima esplendor. Dels Ballets Russes sorgiria el gran ballarí Nijinski, que paral·lelament amb Isadora Duncan, obririen la porta de la dansa moderna, que posteriorment i gràcies a Martha Graham evolucionaria en la dansa contemporània. Gràcies al mestre italià Carlo Blasis, el ballet acadèmic esdevé un llenguatge estructurat i elaborat, fet que comportarà el seu reconeixement internacional, i que el convertirà més endavant en la base del ballet romàntic. Serà, doncs, el moment en què es pot començar a parlar específicament d'història del ballet. Quant a l'escola bolera, aquest segle és un període d'esplendor, en què els representants de l'escola catalana es consoliden com a figures de referència a nivell internacional.
Al Magrib i a l'Orient Mitjà, les danses populars i tradicionals de diferents pobles servirien de base per a fer espectacles de cabaret cap als anys 30 i 40 del segle xx, generalment per a un públic occidental. Era l'època de l'star system hollywoodià i això va marcar l'estètica de les ballarines, i en especial la indumentària, i aquesta va influir en la manera de ballar. Al llarg del segle xx, va anar incorporant desplaçaments i altres elements de la dansa clàssica i del jazz, a més d'altres danses africanes. Al segle xxi, les més grans estrelles internacionals de la música pop incorporen alguns elements de dansa del ventre (també anomenada dansa oriental) en les seves coreografies, però només Shakira té veritable formació en aquesta dansa.

## Tipus

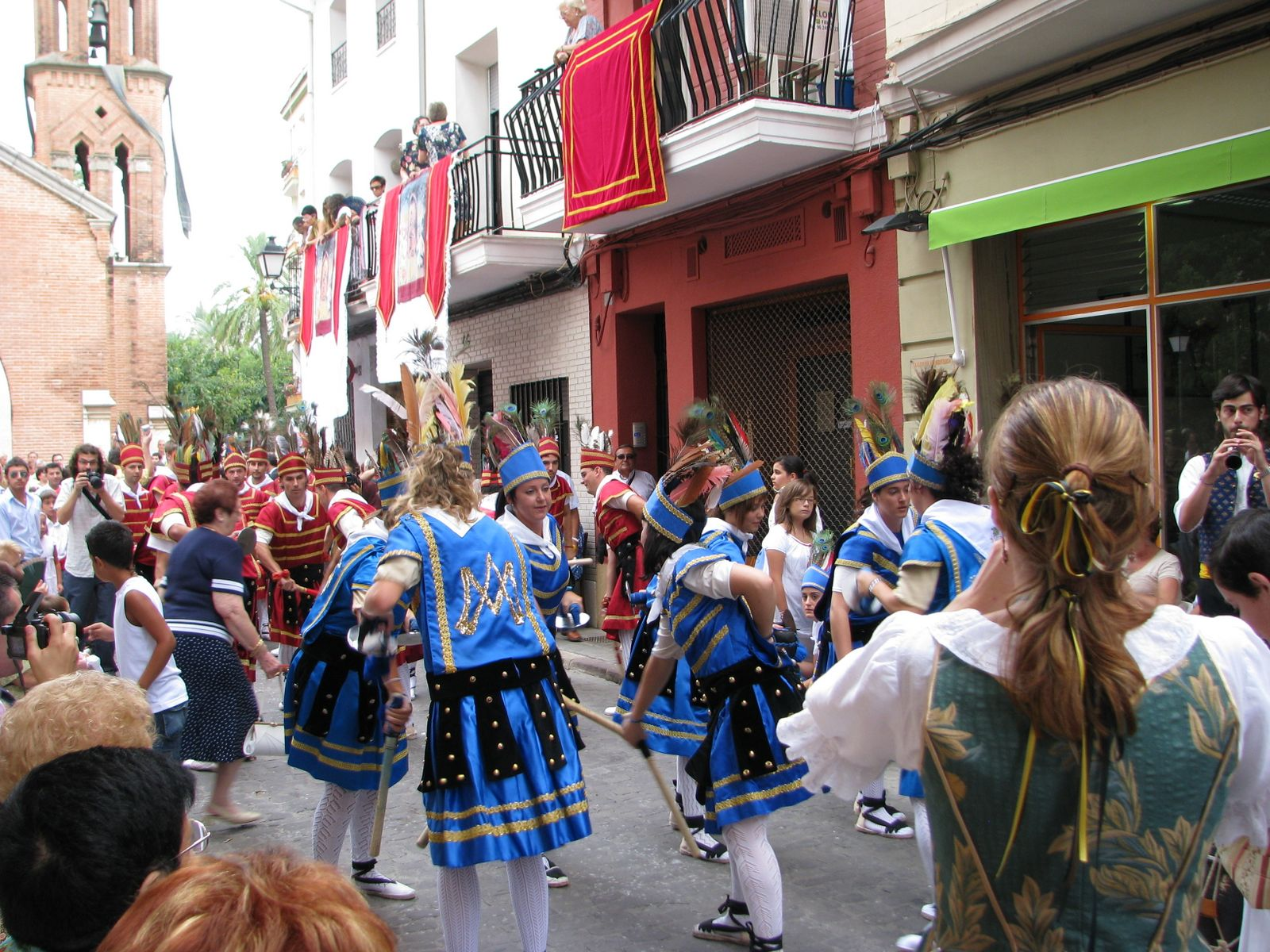
Dansa tradicional

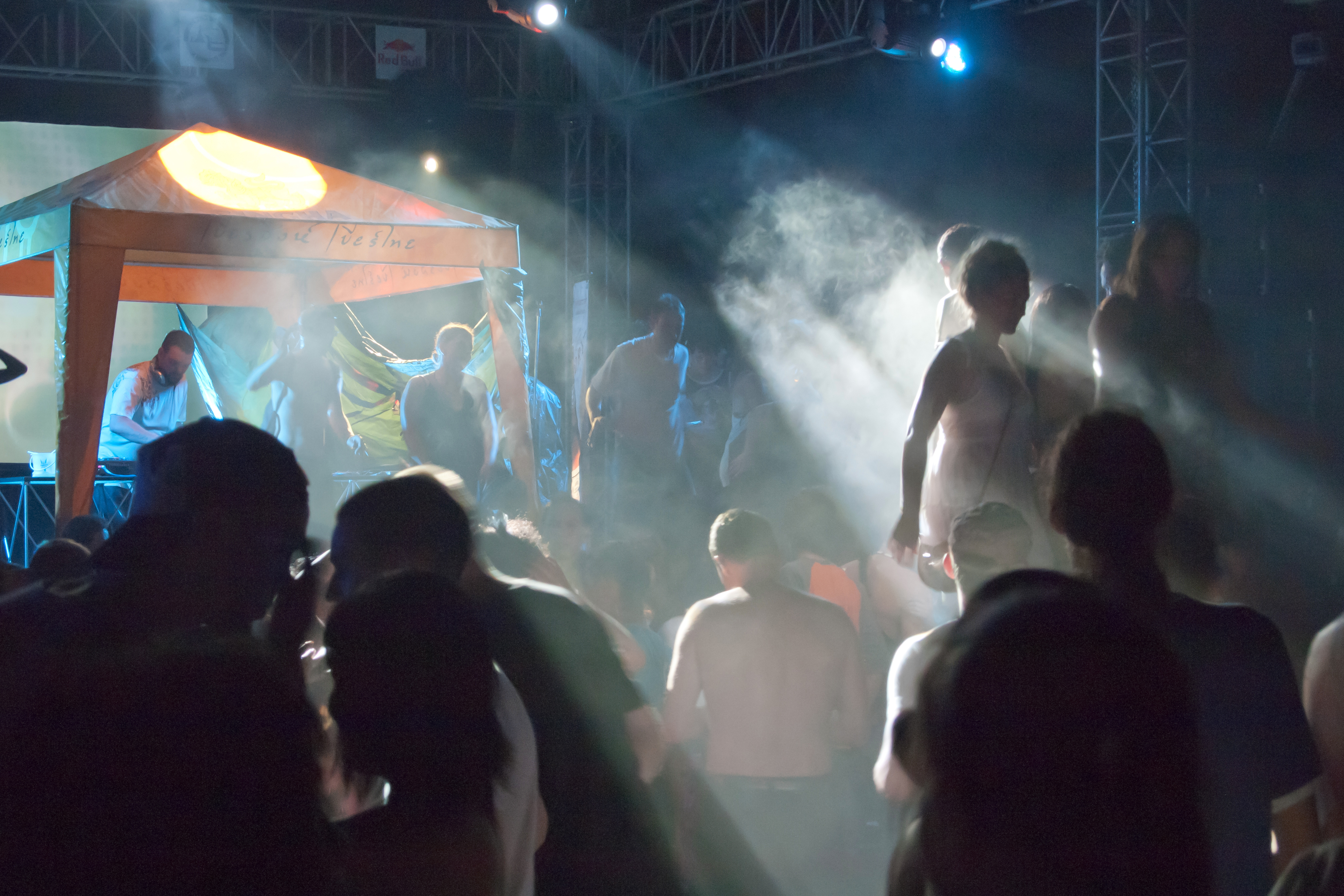
Dansa popular actual

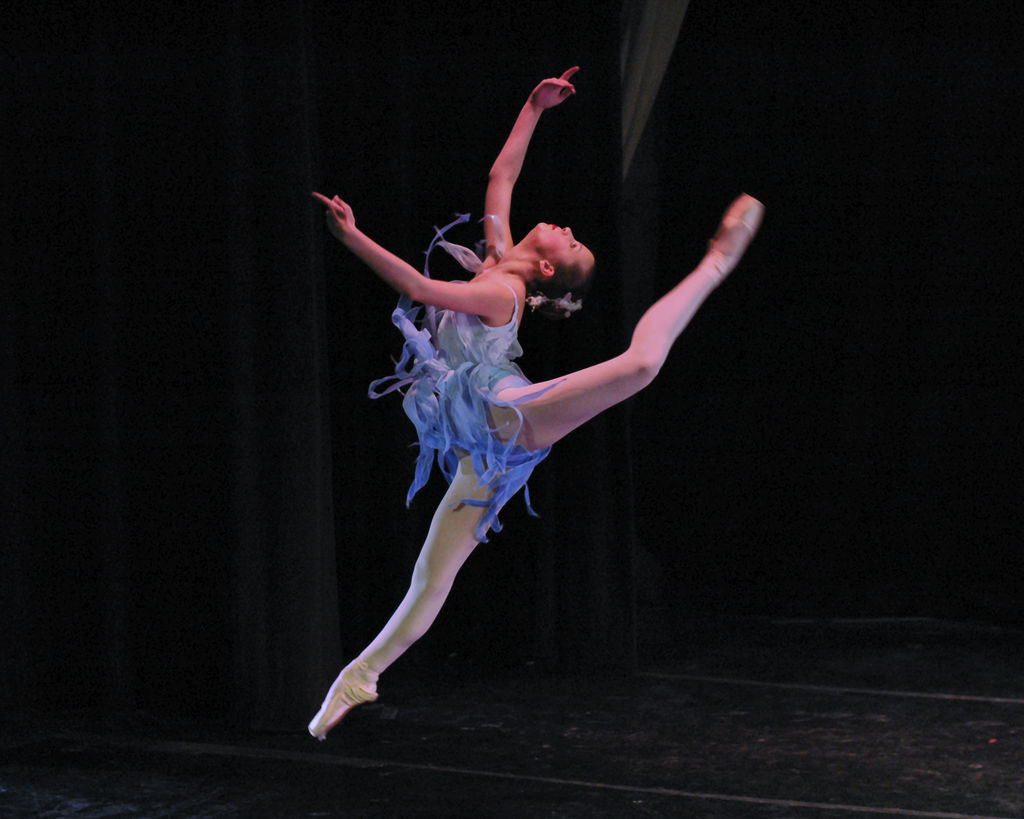
Dansa culta

La majoria de danses no neixen espontàniament, sinó que són fruit i part d'una cultura, culta o popular, particular. Com la llengua, la gastronomia i altres aspectes culturals, la dansa evoluciona i s'adapta a diferents situacions socials i pot estar influenciada per cultures o països que es relacionen amb aquell del qual és originària. Poden ser danses tradicionals o, modernament, danses de "tribus urbanes", no tan localitzades en l'espai geogràfic sinó en un cert entorn sociocultural, com és el cas del hip-hop, per exemple, o del break dance, anomenades danses urbanes perquè poden aparèixer en grans ciutats diferents del món, en part per efecte de l'actual globalització. De vegades, el que considerem danses tradicionals són danses que avui dia ja no són populars sinó cultes, en el sentit que han d'estar apreses en una escola, grup, associació o esbart i que es ballen per tradició, però no, per exemple, de manera espontània per tots els presents en una festa d'aniversari.
Les danses populars no tradicionals són els balls i danses que avui es ballen espontàniament en sales per a ballar (clubs, discoteques, etc.) o al carrer, en festes ordinàries o en festes majors, per a un mateix o en un videoclip, per exemple; i que poden incloure el bakalao, la patxanga, la rumba catalana, les esmentades danses urbanes, etc. Les danses populars tradicionals, en dansa i estrictament parlant (tecnicisme), són les danses actualment populars que tenen una relativa antiguitat, però en el llenguatge comú sovint s'empra aquesta expressió per a parlar de les danses tradicionals.
Molts balls de saló eren danses populars que han perdut popularitat (en el sentit que han passat de moda) amb el temps per a passar a ser danses d'escola. De moment, però, els balls de saló es consideren en general balls més a prop de l'esport musicat (com l'aeròbic, per exemple) que de la dansa. Alguns critiquen que els balls de concursos semblen exercicis gimnàstics que han perdut la sensibilitat i expressivitat dels balls tradicionals (tot i que els europeus es caracteritzen precisament per ser força hieràtics) sense arribar encara a la sofisticació i finesa de la dansa clàssica. El tango argentí n'és una excepció, i també els balls de saló quan són ballats per espontanis en envelats, per exemple.
Algunes danses tradicionals populars, amb el temps, també poden tendir a dispersar-se i difondre's. Poden ser passades pel tamís dels col·leccionadors de danses, que les uneixen o les disposen l'una darrere l'altra, o de refinadors i sofisticadors. D'altra banda, com ocorre amb l'esport, l'artesania i la tecnologia, els professionals de la dansa també acumulen cada vegada més coneixement i hi dediquen més temps. De l'acumulació, refinament i aburgesament de danses populars europees va néixer, per exemple, la dansa clàssica (occidental), que es va estendre a la cultura occidental i a la resta del món, de manera que tampoc no pot ser considerada avui dia com a local (almenys pels occidentals). També es poden considerar universals les posteriors evolucions de la dansa clàssica, com són la dansa neoclàssica, la dansa moderna, la dansa postmoderna i la dansa contemporània, així com la dansa jazz, la vídeo-dansa i la dansa-teatre. Són danses professionals, que tenen com a finalitat crear un espectacle per a un públic, i que requereixen anys de formació en una acadèmia de dansa per a poder ser ballades, a més d'una forma física òptima.
Una visió més àmplia del món permet descobrir que existeixen altres danses clàssiques en nombroses cultures a la Terra. Existeix, per exemple, la dansa clàssica espanyola, que inclou modalitats de danses circumscrites al folklore andalús (com el flamenc), o la dansa del ventre, amb modalitats de danses clàssiques i populars de la cultura oriental (àrab, andalusina, turca...). Aquestes danses són ja danses clàssiques professionals que poden voler o no mantenir encara l'esperit de les danses tradicionals populars de les quals provenen, segons la formació i sensibilitat del ballarí.
Actualment, apareixen coreografies en què es barregen la tècnica del ballet clàssic juntament amb la tècnica del contemporani i apareix un nou moviment que s'anomena neoclàssic. Ara es produeixen moltes companyies que deixen de banda les peces tradicionals de ballet clàssic com per exemple: el Quixot, el Trencanous, el Llac del cignes, i donen pas a coreografies d'aquest estil.

## Elements fonamentals de la dansa

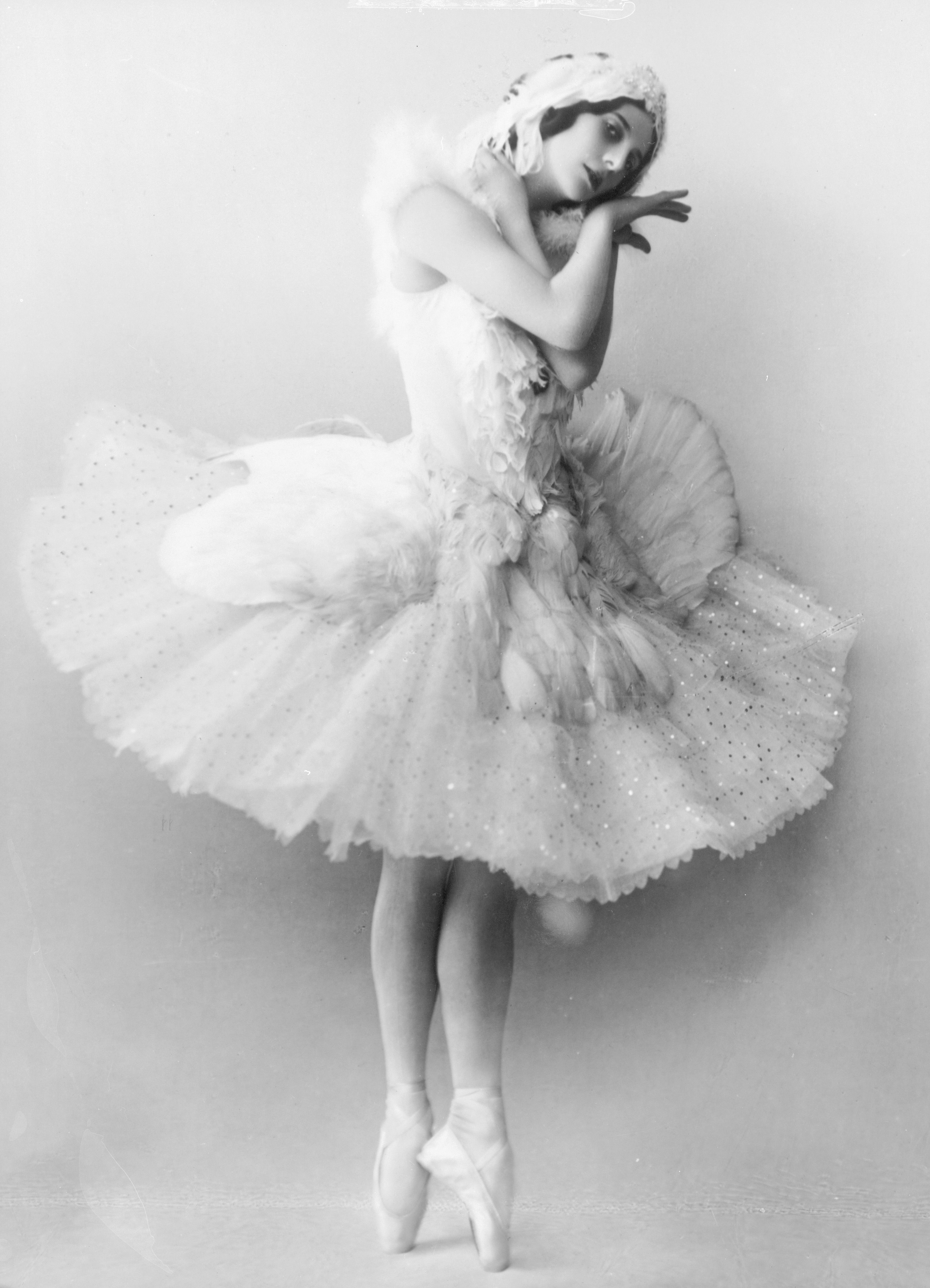
La ballarina Anna Pavlova

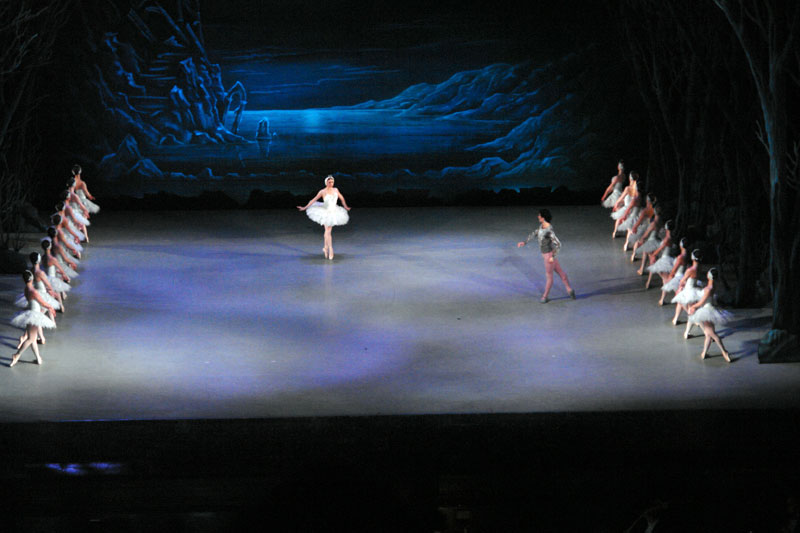
Caminar, restar aturat: coses que es poden fer ballant

L'ésser humà s'ha expressat amb les arts des de la seva aparició a la Terra, i d'aquesta manera ha manifestat alegries, tristeses, desitjos, emocions, comandes i agraïments. Així ens arriben des de temps immemorials les seves arts, i amb això, els seus costums, la seva vida tota, i fins a part de la seva història. La dansa no és aliena a aquest fenomen, i és possiblement de les primeres arts mitjançant la qual es comunica, i és important destacar que potser és la més simbòlica de les arts, ja que, en prescindir bàsicament de la paraula, s'accentua la necessitat d'una bona transmissió gestual.
La dansa, doncs, és moviment. I un moviment molt especial, ja que requereix cinc elements fonamentals, els quals s'interrelacionen per transmetre un missatge artístic:
- Ritme: en un sentit general, és un flux de moviment visual controlat o mesurat, generalment produït per una ordenació d'elements diferents del mitjà en qüestió.
- Expressió corporal: és considerada com un llenguatge que es manifesta i es percep en diversos nivells, ja que aconsegueix la integració dels plans físic, afectiu, social i cognitiu de la persona. I, com tot llenguatge, és susceptible que el subjecte hi abasti diversos graus de domini i competència. Inclou totes les formes de moviment, realitzades amb el mateix cos, ja siguin gestos, postures, actituds, estats d'ànim...
- Moviment
- Espai
- Color

D'aquesta manera, arribem llavors a poder definir la dansa com el desplaçament efectuat en l'espai per una o totes les parts del cos del ballarí, dissenyant una forma, impulsat per una energia pròpia, amb un ritme determinat, durant un temps de major o menor durada.
L'ús predominant d'un o altre dels elements del moviment no és sempre semblant. En algunes danses predomina el ritme, en d'altres l'ús de l'espai, etc. També és important destacar que, d'acord amb el seu caràcter, s'accentuarà l'ús d'un o altre element.
No totes les disciplines estan reglades i s'imparteixen en escoles de ball o acadèmies de dansa, cenyint-se a un programa segons l'especialitat, ja que algunes modalitats de dansa formen part d'una cultura ancestral, que es transmet de pares a fills.
Quan la dansa no es manifesta com el pur ballar, o com l'equilibri estètic que és el ballet clàssic, sinó que s'imprimeix una intenció determinada, es complementa amb el que anomenarem addicionals no dansaires. Aquests són quatre: mímica, gest simbòlic, cant i paraula.

## Coreografia

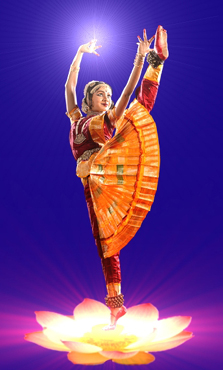
Ballarina de Bharata natyam

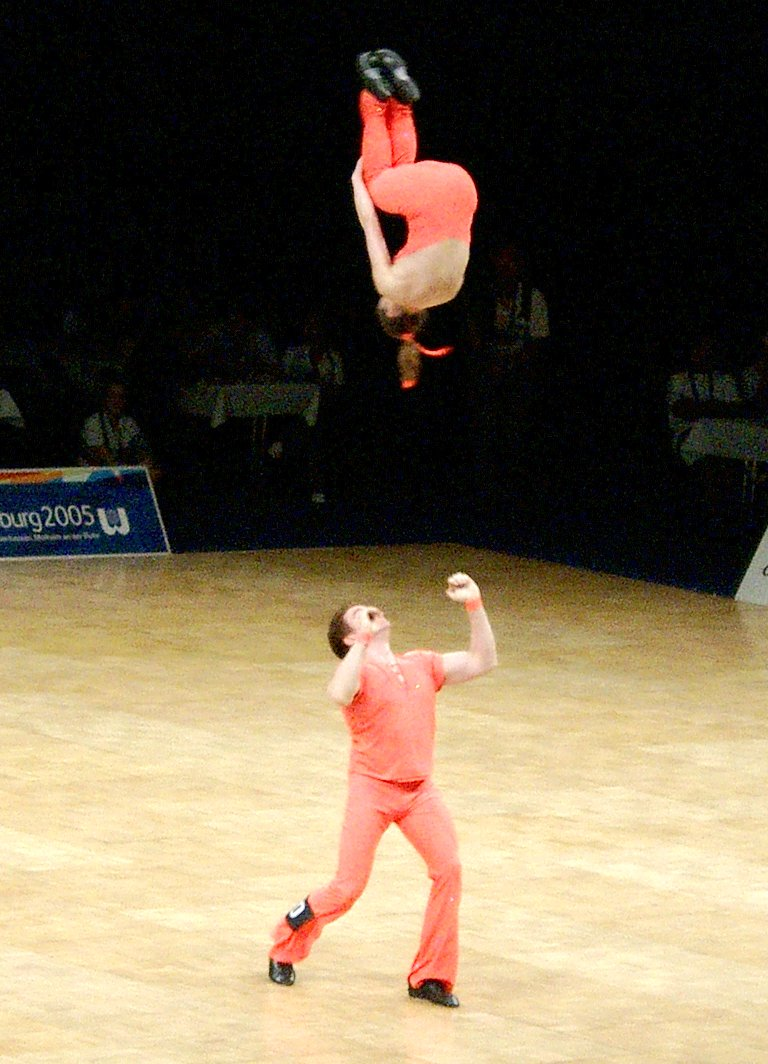
Rock and roll

Els elements i característiques escollides d'una dansa, poden ser afegides a d'altres per tal d'elaborar una coreografia o ser l'obra coreogràfica sumada a alguna altra presentació artística, com ho pot ser les famoses coreografies del cinema o en el teatre.
La dansa també, per a algunes persones, és un ritual per a expressar el seu sentiment o expressar el que un sent.
També pot ser una característica de la força dels moviments.

### Tipus de coreografia
- Coreografia monòleg: aquesta depèn d'una sola persona; pot ser instruïda per una altra, però la que el porta a l'escenari és la que dansarà. És una de les coreografies minories d'entre les modernes i s'apliquen a base d'obres literàries, òperes... Aquestes no s'estructuren en dansa moderna grupal.

- Coreografia grupal: aquesta és la dansa més utilitzada en tot el món. Es construeixen per l'anomenat coreògraf, que corregeix els moviments dels que actuen; els grups coreògrafs són de 6 a 10 persones, aquestes estan basades en la persona principal que actua de manera quasi diferent als altres.

- Coreografia expressiva: és aquella en què hi ha molt poques expressions interjectives i molta dansa. Aquesta coreografia, la utilitza en algunes de les seves cançons Britney Spears.

- Coreografia distributiva: aquesta és molt utilitzada actualment. En aquesta, es recorre a una divisió: mentre que les altres persones ballen, el principal fa actes però torna a recórrer a ells; es poden dividir entre les persones, per exemple: el principal dansa igual que 5 persones col·locades enrere, mentre que 2 al costat del principal dansen igual però diferent als altres.

- Coreografia principal: el ball va cap a la persona principal, però també adreçat als ballarins.

- Coreografia folklòrica: aquesta és la més utilitzada entre els pobles rurals, en què destaquen els balls o danses culturals arrelats en un país. Aquesta, la fan servir més els països per destacar la cultura entre les persones i donar consciència al poble i entretenir.
- Coreografia històrica

## Professionals de la dansa

### Coreògrafs

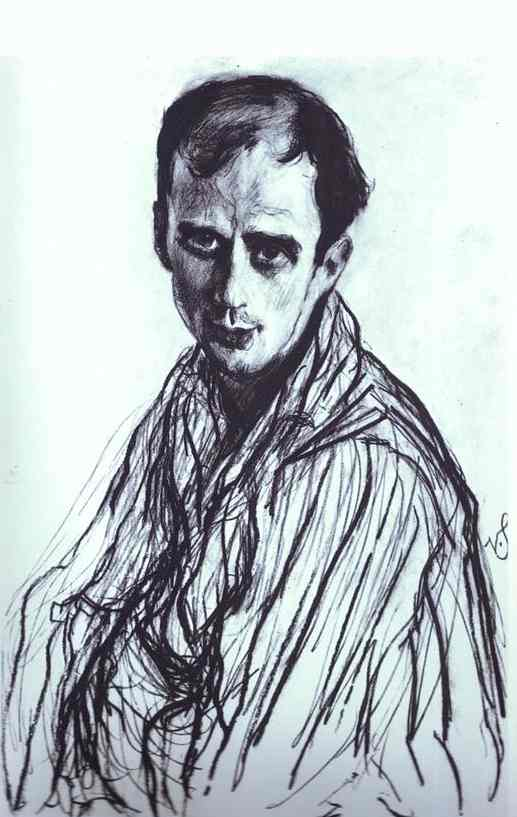
Michel Fokine

El coreògraf és el creador de la coreografia o composició del ball en un estil de dansa. Per arribar a ser bon coreògraf, és indispensable una bona formació en dansa, com a ballarí, i sol ser interessant haver adquirit una prèvia experiència com a ballarí, tot i que a priori no és necessari.
De vegades, els coreògrafs també són professors i sovint són "entrenadors" dels ballarins de la seva companyia. En les produccions contemporànies de dansa, el coreògraf pot ser també el director artístic de l'espectacle.
Alguns destacats coreògrafs, ordenats d'antics a més nous, han estat: 
- Domenico da Piacenza (1390-1470), el primer gran mestre, va ser el dansaire més famós i coreògraf de la història del Quatre-cents. D'ell es conserva un manuscrit: D'art Saltendi et Chora Ducendi.
- Guglielmo Ebreo (1420-1481), gran mestre de ball i coreògraf de la Itàlia del Quatre-cents. El 1463, presenta el seu llibre: Pràctica o art de la dansa.
- Antonio Cornazzano dona Piacenza (1430-1484), el seu tractat L'art de ballar sistematitza els passos i estableix les regles de situació.
- Cesare Negri (1535-1605), entre les seves obres publicades cal destacar La Gratia d'Amore; en aquest tractat el nivell tècnic ha augmentat considerablement. És Negri el que preconitza l'ús de la barra.
- Màrius Petipà (1822-1910) va ser un mestre de ballet, coreògraf i ballarí francès.
- Agrippina Vaganova (1879-1951) va ser una mestra de ballet russa que va desenvolupar el mètode Vaganova, tècnica derivada dels mètodes d'ensenyament de l'antiga Escola de Ballet Imperial (actual Acadèmia Vaganova de Ballet) sota el maître de ballet Màrius Petipà des de mitjans fins a finals del segle xix, encara que principalment els anys 1880 i 1890. Els seus Fonaments de la dansa clàssica (1934) continua sent un llibre de text comú per a la instrucció de les tècniques del ballet.
- Michel Fokine (1880-1942), ballarí i coreògraf que va revolucionar el panorama de la dansa russa.
- Ramon Solé i Valdívia

### Mestres de ballet

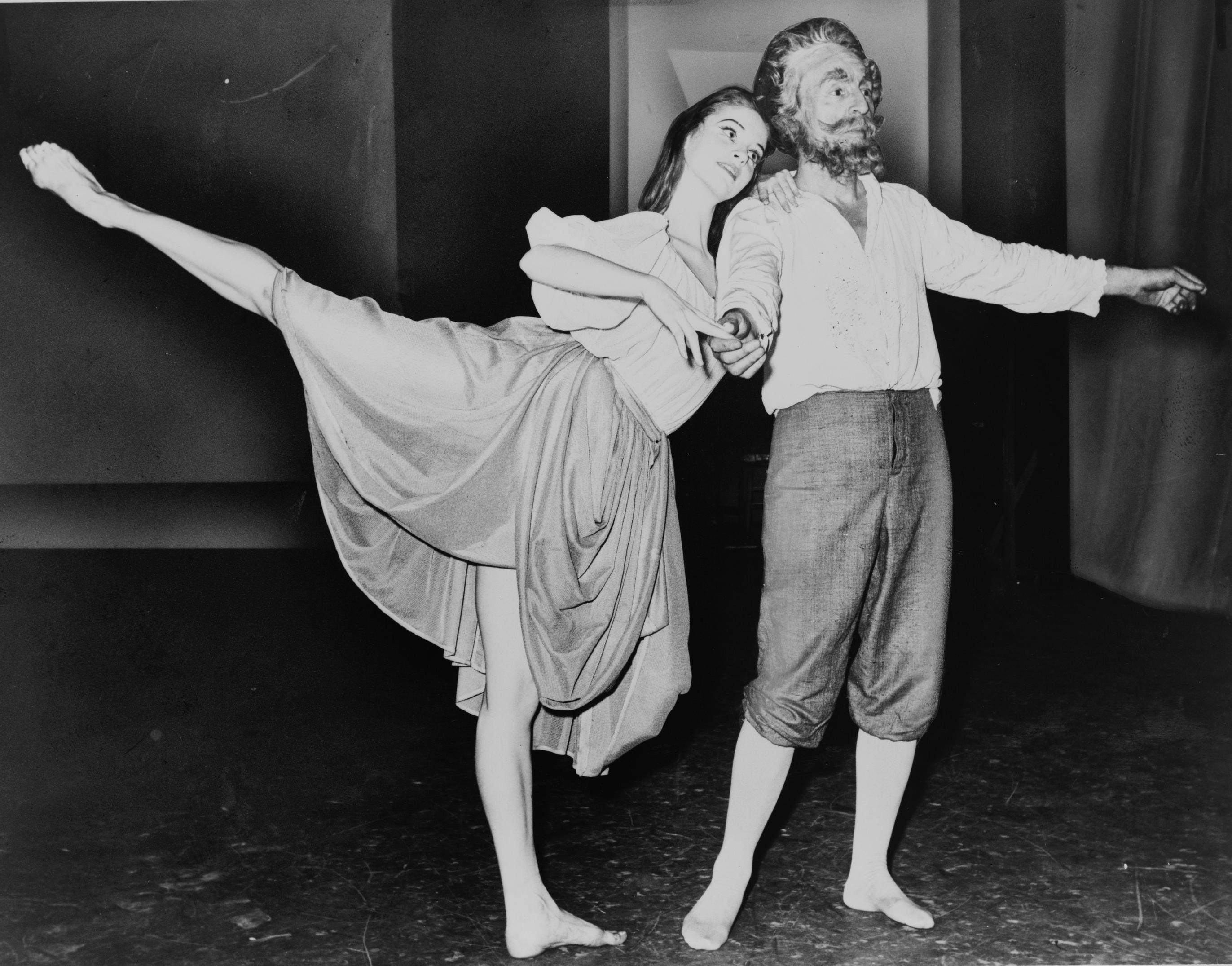
Suzanne Farrell i George Balanchine

El mestre de ballet o director de companyia de dansa tradicionalment dirigeix, ensenya, i assaja amb els ballarins d'una companyia, donant classes diàries de ballet i assajant amb els ballarins per als ballets nous i actuals.
Alguns dels més destacats mestres de ballet de la història han estat: 
- Jean Dauberval (1742-1806)
- Louis Gallodier (1734-1803)
- Filippo Taglioni (1777-1871), coreògraf de la Sílfide i pare de la cèlebre ballarina Marie Taglioni.
- Jean Coralli Peracini (1779-1854), coreògraf romàntic de Giselle, entre altres èxits.
- Carlo Blasis (1797-1878): la seva activitat professional i pedagògica va contribuir al perfeccionament del ballet (Tractat elemental de l'art de la dansa, 1820; Codi de Terpsícore, 1828).
- August Bournonville (1805-1879), important coreògraf danès que va contribuir perquè els papers femenins i masculins en la dansa clàssica poguessin tenir un pes similar.
- Paul Taglioni (1808-1883), fill de Filippo Taglioni i germà de Marie Taglioni.
- Jules Perrot (1810-1892) va ser director del Ballet Imperial de Sant Petersburg, cocreador de Giselle (amb Jean Coralli) i coreògraf d'alguns èxits com Ondine o La Esmeralda. També va ser professor de dansa clàssica durant molt anys. És conegut per a alguns amants de la pintura, precisament perquè ell i les seves classes van ser diverses vegades pintades per Edgar Degas.
- Christian Johansson (1817-1903).
- Màrius Petipà (1818-1910), fundador i director del Ballet Imperial a Rússia, creador de l'escola russa de tècnica de dansa clàssica; va revolucionar l'estil de la dansa clàssica traient-li escarafalls innecessaris i aportant elegància, sobrietat i professionalitat. Destaca tant en les seves coreografies més clàssiques, algunes de les quals són mítiques avui, com en les de caràcter, que va desenvolupar fins a com les coneixem avui dia, i en les quals va incorporar moviments i danses tradicionals, com per exemple la polca. D'entre els seus nombrosos èxits, autèntics clàssics en l'actualitat, hom pot esmentar, per exemple, El llac dels cignes, El trencanous, La bella dorment, Dom Quixot, La baiadera, Raymonda o Paquita.
- Enrico Cecchetti (1850-1928): va crear una acadèmia de dansa que encara existeix i utilitza el mètode Cecchetti.[6]
- Lev Ivanov (1834-1901) va ser assistent de Màrius Petipà, però el seu estil era una mica més romàntic i menys clàssic, és a dir, que en l'època era una mica més modern.
- Agrippina Vagànova (1879-1951): va desenvolupar el mètode Vagànova, tècnica derivada dels mètodes d'ensenyament de l'antiga Escola de Ballet Imperial (actual Acadèmia Vaganova de Ballet) sota el mestre de ballet Màrius Petipà. El seu Fonaments de la dansa clàssica (1934) continua sent un llibre de text comú per a la instrucció de les tècniques de ballet.
- Michel Fokine (1880-1942): autor d'obres com Les sílfides, Petruška, L'espectre de la rosa i L'ocell de foc.
- Joan Magriñà i Sanromà (1903-1995): honorat amb la Creu de Sant Jordi, fou mestre de ball del Liceu.
- George Balanchine (1904-1983): un dels fundadors del ballet nord-americà. La seva obra crea ponts entre el ballet clàssic i el ballet modern.
- Frederick Ashton (1904-1988): creador de Sylvia i Ondine, entre d'altres.
- Aleksandr Ivànovitx Puixkin (1907-1970): entre els seus alumnes, es poden destacar Mijaíl Baryshnikov, Rudolf Nuréiev i Farouk Ruzimatov.
- María de Ávila (1920-): fou la creadora del ballet de Saragossa.
- Kenneth MacMillan (1929-1992).
- Rudolf Nuréiev (1938-1993).
- Anthony Dowell (1943-).

A Catalunya, des de 1987, l'Associació de Professionals de la Dansa de Catalunya (APdC) agrupa els professionals de la dansa a Catalunya (ballarins, coreògrafs, pedagogs, especialistes en salut i dansa, productors i gestors culturals de dansa, mànagers de companyies i totes aquelles persones que tenen una activitat professional relacionada amb la dansa, així com els estudiants d'aquesta disciplina, i defensa els seus interessos: "És així com representem els més de 450 socis davant les institucions públiques i privades, promovem i donem suport a iniciatives per millorar les seves condicions laborals i ajudem al seu desenvolupament professional. Els objectius principals són
cohesionar i enfortir el sector de la dansa en general, per tal d'augmentar el prestigi de la professió i fomentar una major presència i reconeixement de la dansa en la societat. Per aquest motiu, una de les activitats que desenvolupem és la celebració del Dia Internacional de la Dansa, que té un important ressò en la societat catalana, i els Premis Dansacat, que tenen com a objectiu donar visibilitat i reconeixement al sector." També tenen un portal informatiu, Dansacat.org, en què es poden trobar recursos i documentació, directori de professionals, d'espectacles, d'escoles de dansa, de companyies, etc. L'APdC va ser Premi Nacional de Cultura el 2011.

## Influència en la cultura

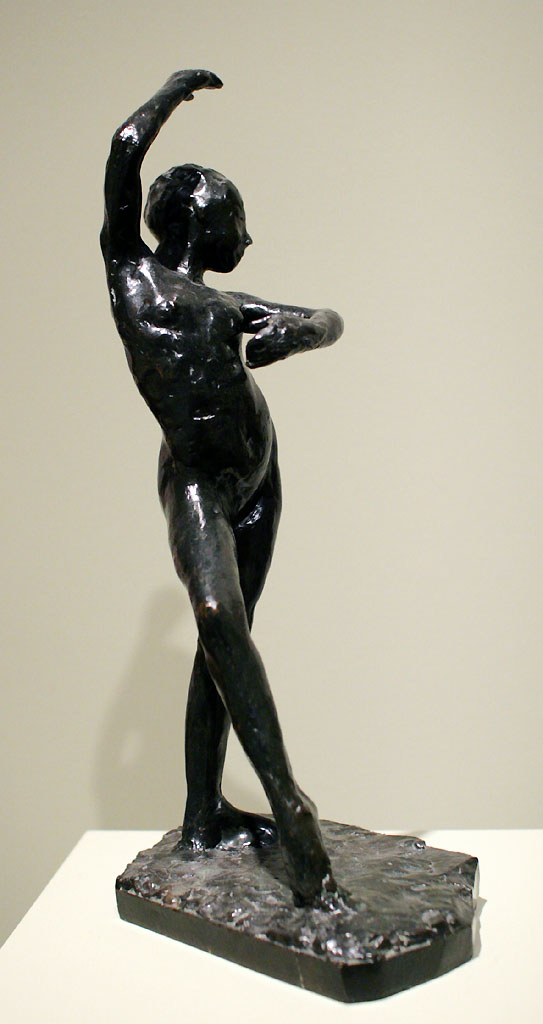
La dansa espanyola vista per Degas

La dansa és una forma d'expressió que des de sempre n'ha inspirat d'altres, com les belles arts, la música, la fotografia, el cinema, el teatre, la literatura, la moda, el circ, etc.
Per exemple, pel que fa a la vestimenta, les sabatilles de ballet, anomenades ballarines, són avui un tipus de sabata habitual i clàssic per a moltes dones. Als anys 80, els escalfadors també es portaven al carrer i Madonna va posar de moda els tutús, que han tornat a la moda a la primera dècada del segle xxi.
El gènere de cinema i teatre musical sol fer ballar els actors. Es tracta d'un gènere molt popular a partir dels anys 30 en el cinema de Hollywood, en el qual el tap dance o claqué (que en principi és un instrument musical) s'incorporava en coreografies de dansa, sobretot en comèdies musicals. També va ser extremadament duta al cinema egipci, amb la dansa del ventre, i actualment ho és a l'Índia, on les pel·lícules bollywoodianes no sols es veuen en el cinema, sinó que el públic s'aixeca i balla les coreografies alhora que els actors. Algunes pel·lícules occidentals més recents molt conegudes són, per exemple, Febre del dissabte nit, Grease, Dirty Dancing i Billy Elliot. La coreografia d'Uma Thurman i John Travolta en Pulp Fiction ha esdevingut mítica. També cal destacar Fish Tank, com a exemple de drama en el qual la dansa té un paper important.
D'altra banda, la major part de les estrelles de la música pop dels nostres temps ho són també per la seva faceta com a ballarins. Alguns exemples en són Elvis Presley, Michael Jackson, Madonna, Shakira, Lady Gaga, etc. Els concerts i sobretot els videoclips d'altres gèneres musicals, com el hip-hop, també solen donar gran importància a la dansa.
Avui es conserven ceràmiques de 4.000 anys d'antiguitat en les quals apareixen persones ballant. Els sàtirs dansants també eren una font d'inspiracio força utilitzada en l'escultura de l'antiga Grècia, idea que va ser copiada posteriorment pels romans. A Catalunya, tenim relleus medievals en els quals apareixen persones que ballen. Les pintures i escultures de ballarines d'Edgar Degas són molt conegudes. També la dansa clàssica va inspirar moviments més abstractes, com el fauvisme i el cubisme; i la dansa en general d'altres estils posteriors dels segles XX i XXI. Els decorats d'alguns espectacles de dansa han estat pintats per Picasso, Matisse, Miró o Dalí, entre d'altres.
La dansa s'ha incorporat cada vegada més en l'acrobàcia i en el circ, com per exemple en el francès Cirque du Soleil. Els elements de dansa prenen importància, tant pel que fa a la tècnica i coneixement del cos com pel que fa a l'expressió, en esports com el patinatge, la natació sincronitzada o la gimnàstica rítmica. També en mètodes de gimnàs per a fer exercici físic, com per exemple l'aeròbic, els esteps, el pilates, etc.

## Publicacions sobre dansa
- Teatralnet és una revista barcelonina sobre dansa en general, però especialment clàssica i contemporània, i teatre a Catalunya, adreçada al gran públic.
- CompasBCN és una revista barcelonina especialitzada en dansa contemporània, per a coreògrafs, ballarins i aficionats.

Dansacat.org és elportal de l'Associació de Professionals de la Dansa de Catalunya. En aquest, es poden trobar notícies, entrevistes, articles d'opinió, així com un directori d'escoles, companyies, festivals, etc.

## Galeria d'imatges

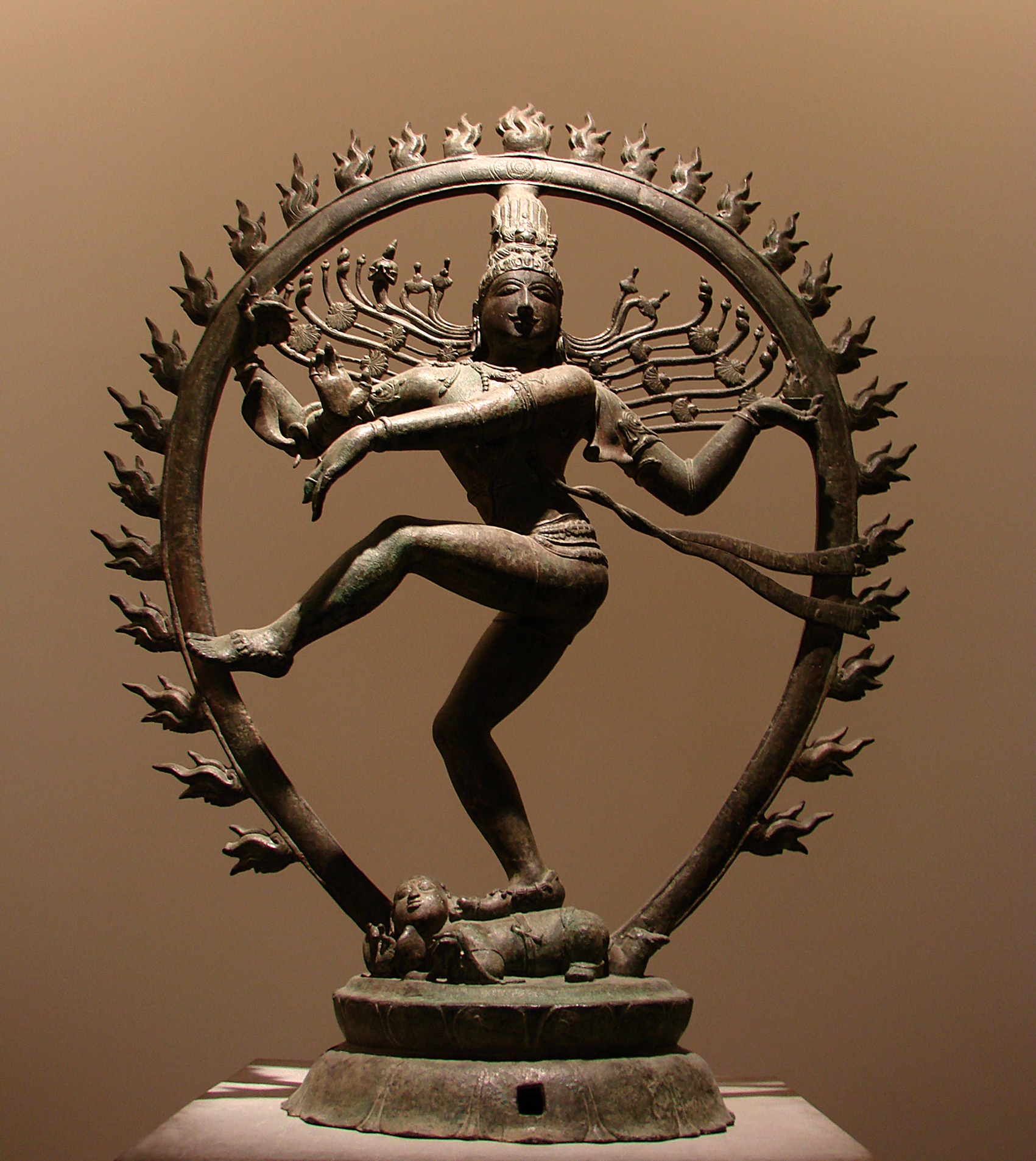
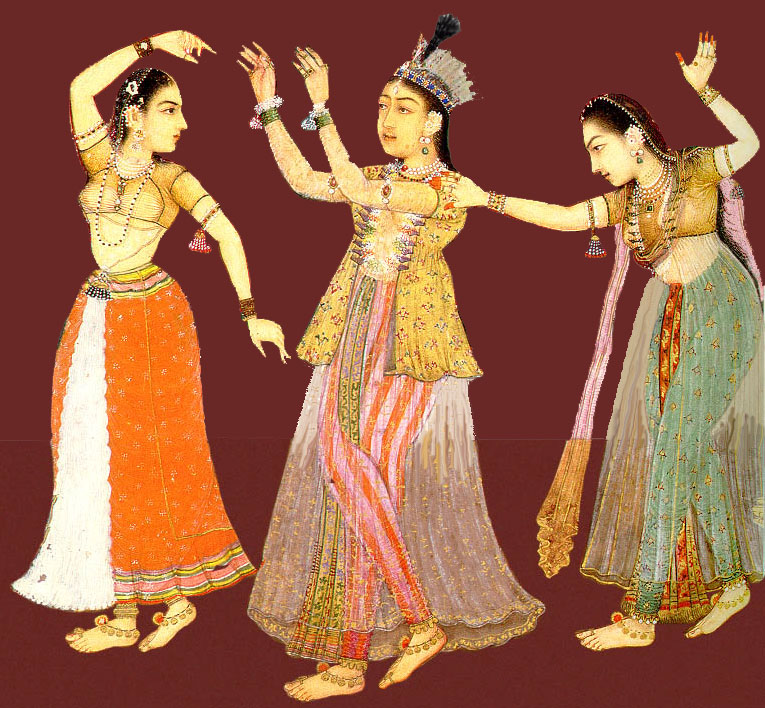
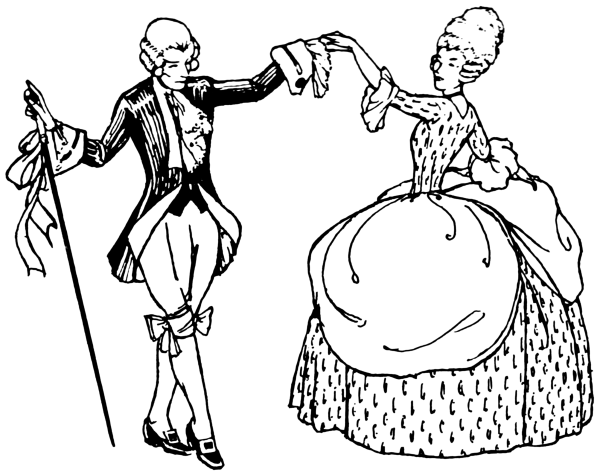
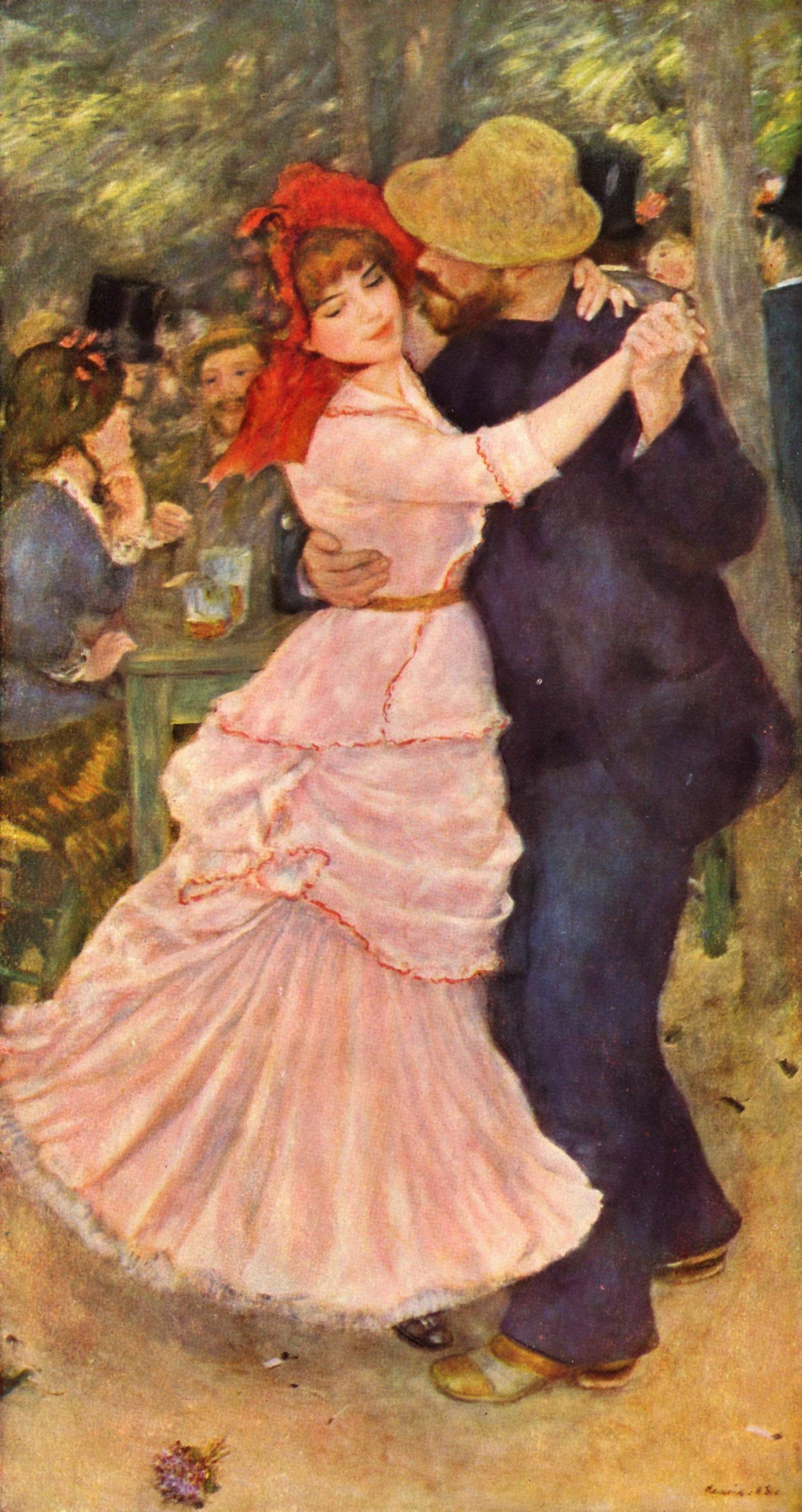
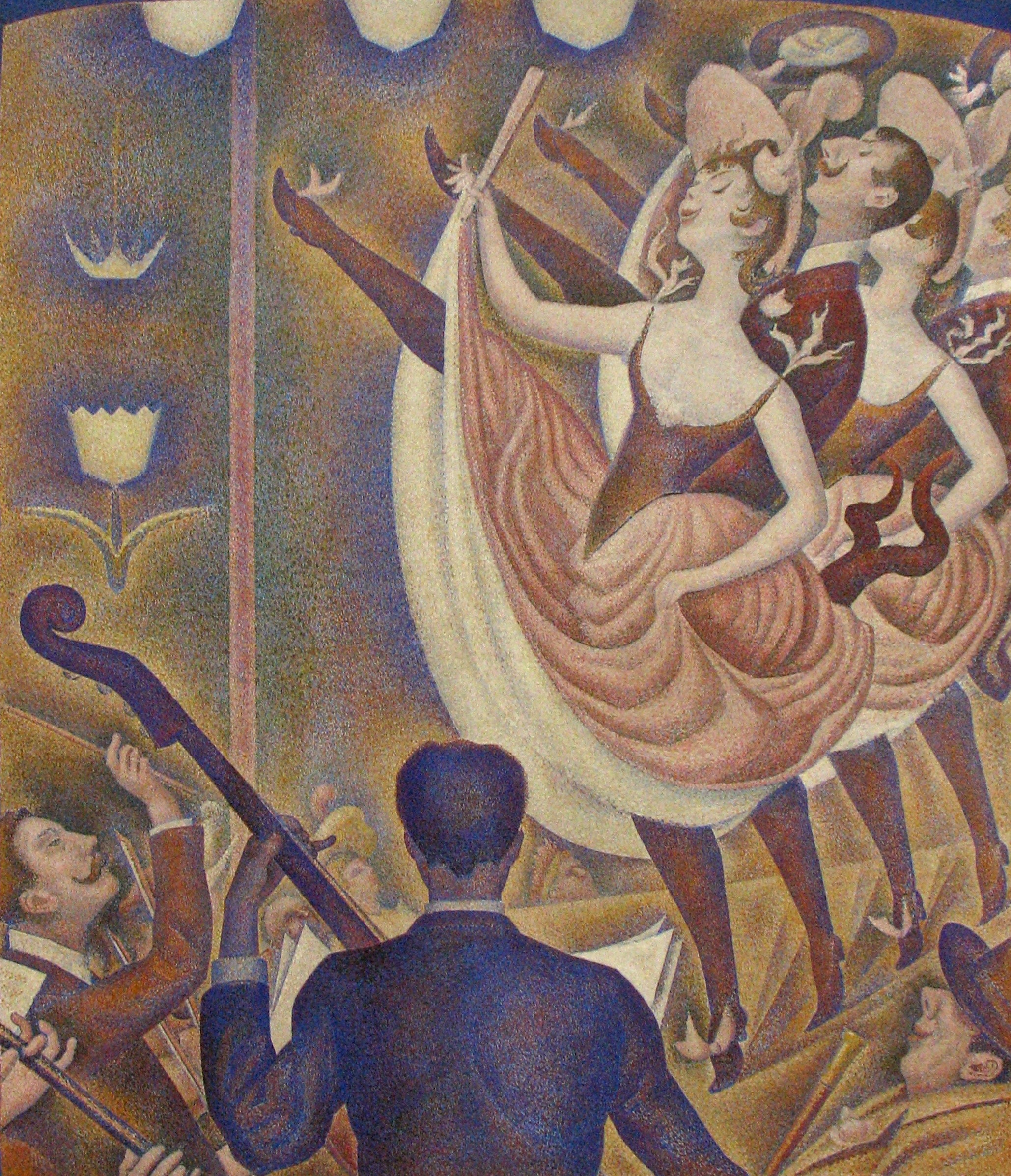
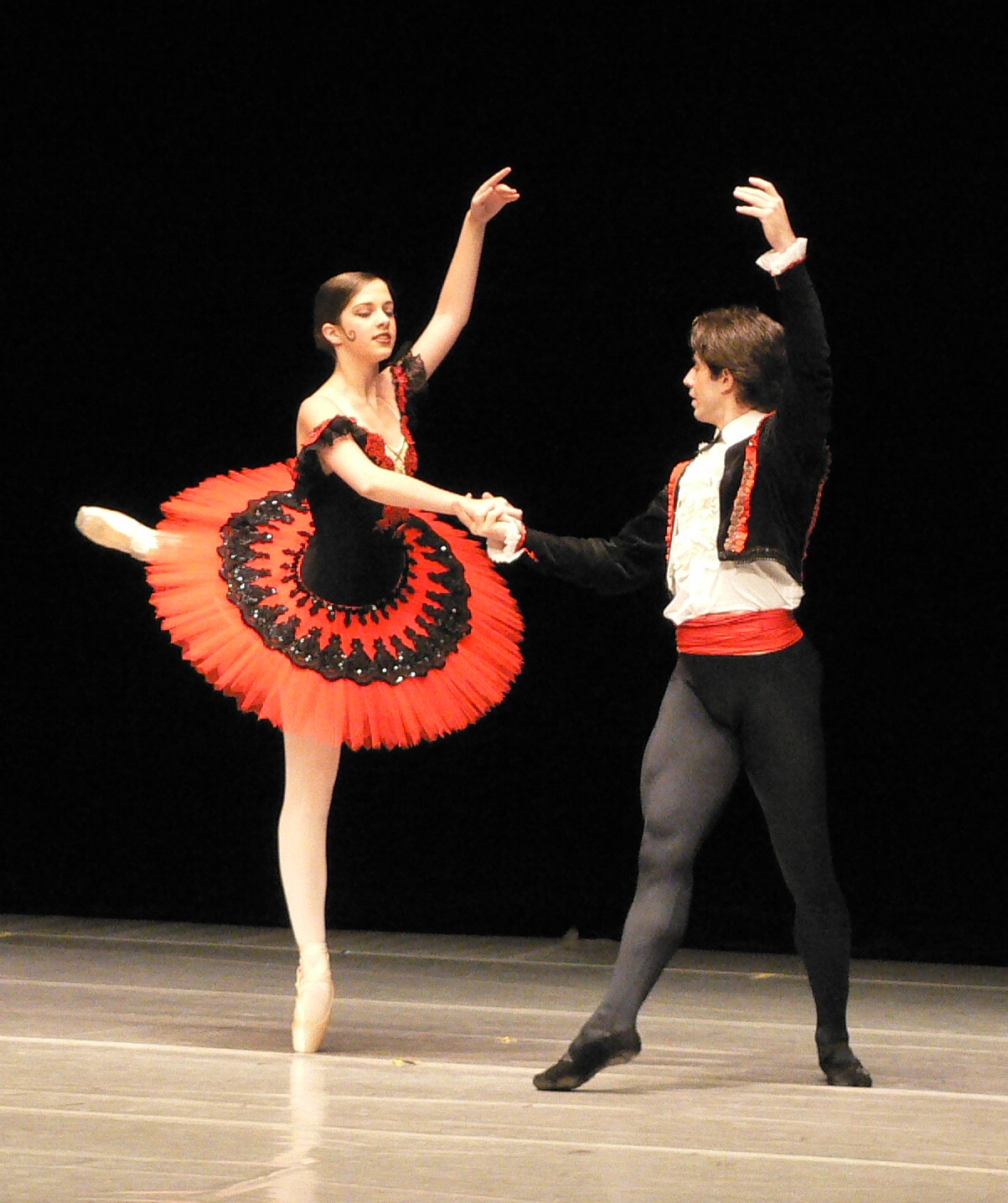
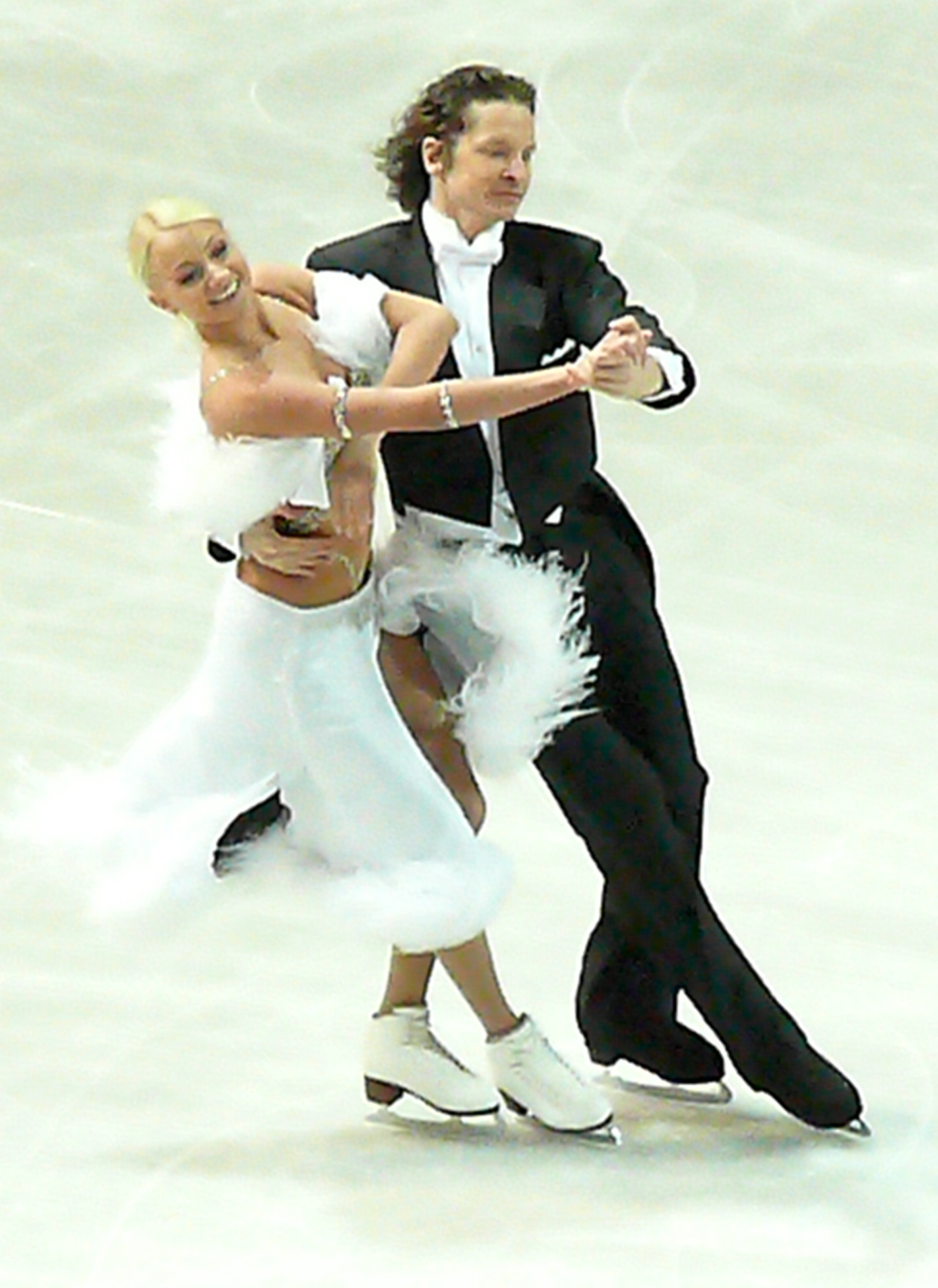
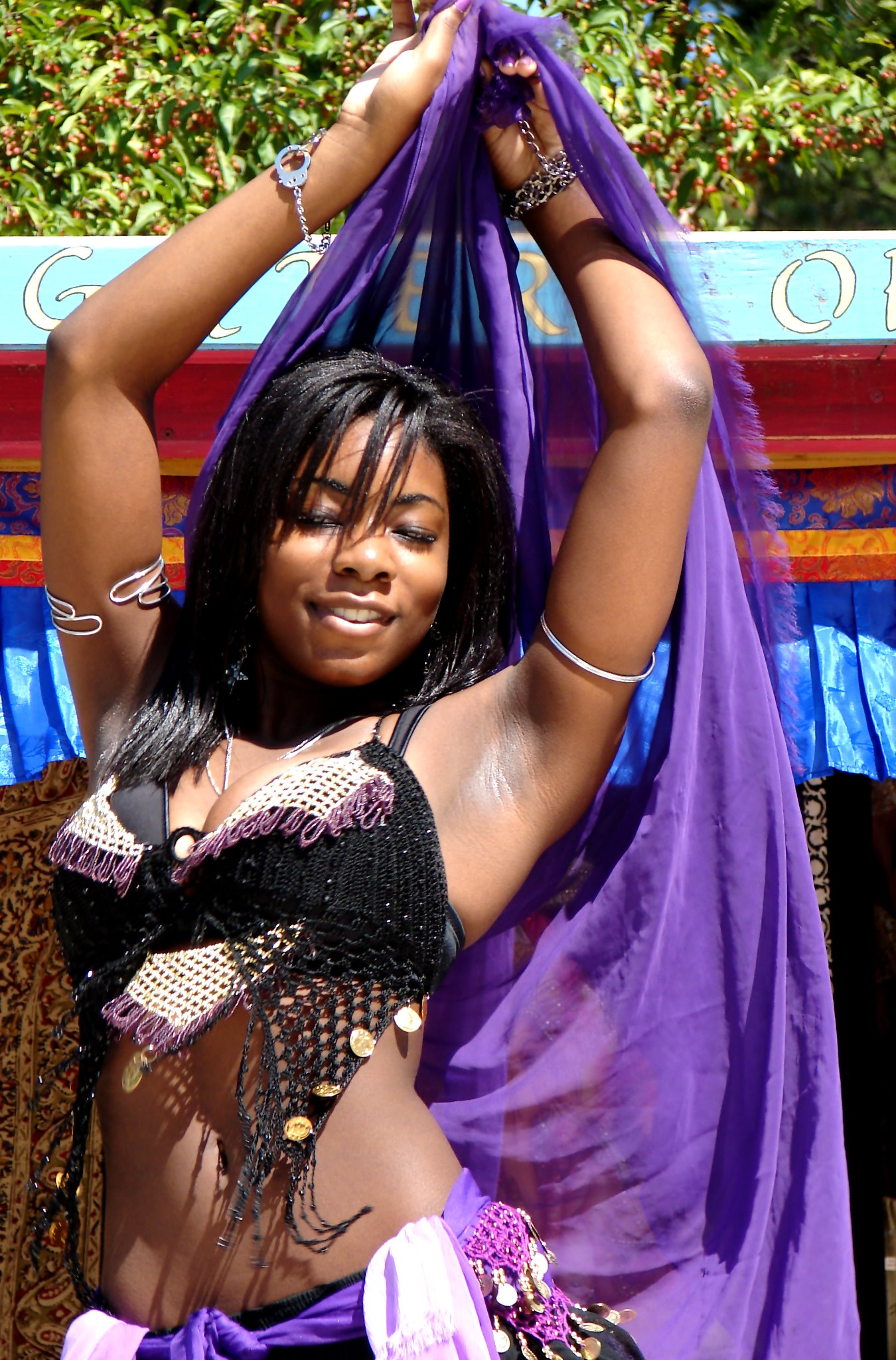
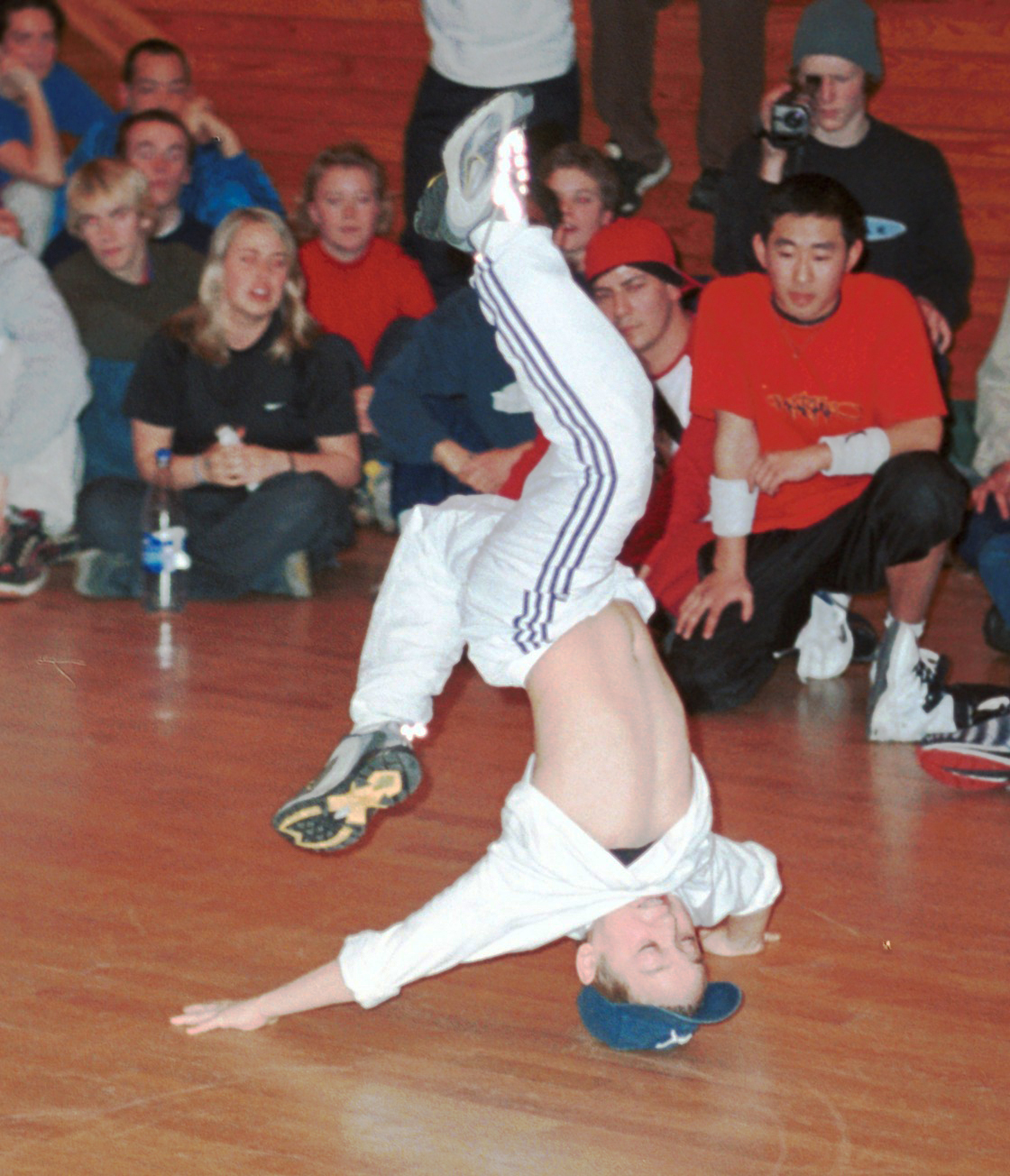